# ウィリアム・マーシャル (第2代ペンブルック伯)
第2代ペンブルック伯ウィリアム・マーシャル（William Marshal, 2nd Earl of Pembroke, 1190年 - 1231年4月6日）は、中世イングランドの貴族。初代ペンブルック伯ウィリアム・マーシャルとイザベル・ド・クレアの長男に当たる。以下では父親の方を父ウィリアムと表記する。

## 生涯

### 若年期
1190年の春頃にノルマンディーで誕生したとされる。1205年に父がフランス王フィリップ2世に臣下の礼を取るようになると、ウィリアムは人質としてイングランド王ジョンの元に預けられることになり、1205年から1212年までの間、父の態度を保証するためにジョンの宮廷で過ごした 。1214年には父の友人ボードゥアン・ド・ベテューヌの娘であるアリス・ド・ベテューヌと結婚した。しかし、翌1215年にアリスは原因不明の理由で亡くなった。
1215年の第一次バロン戦争ではウィリアムは造反諸侯側に就き、一方で父は国王側に就いて戦った。1216年、フランスのルイ王太子（後のルイ8世）がウスター城を攻略した際、ウィリアムは父に対して撤退を勧告しており、父はチェスター伯ラヌルフ・ド・ブロンドヴィルが城を取り戻す直前に撤退している。1217年のリンカーンの戦いでも父子は敵味方に分かれて戦った。

### マーシャル卿
1219年に父が死去すると、ウィリアムは父からペンブルック伯とアール・マーシャルを受け継いだ。これら2つの強大な称号は父の伝説的な地位と統合され、これを受け継いだウィリアムはイングランドで最も突出し、権勢のある貴族の1人となった。1224年、ウィリアムはジョンとイザベラ・オブ・アングレームの末娘でヘンリー3世の妹エリナーと結婚し、プランタジネット王家との血縁的なつながりを強いものにしている。
1223年、ウェールズ大公ルウェリン・アプ・ヨーワース（大ルウェリン、ルウェリン・アプ・グリフィズの祖父）がペンブルックにあるウィリアムの領地を攻撃すると、彼はルウェリンに対抗するためアイルランドの領地に移動した。作戦には成功したものの、彼の行動は若きヘンリー3世の摂政から独立に向けた動きと捉えられてしまった。また、1224年にアイルランドにあるウィリアムとヘンリー3世の領地がヒュー・ド・レイシーに攻撃されたため、ウィリアムはアイルランド最高法官（Chief Justiciar of Ireland; イングランドのアイルランド統治における最高職）に任命され、ヒューを撃破した。1225年にはキルケニーにドミニコ会の小修道院を設立し、カーディガンとカーマーゼンに城を建設し始めている。
1226年、ウィリアムはルウェリンから取り上げたカーディガンとカーマーゼンにある王城を引き渡すことを命じられた。また同年、高等法院長官の職務をしりぞき、コノートへの対外作戦の間、彼に敵対するオニール・オコナーへの対応に当たった。
1230年、ウィリアムは国王と共にブルターニュへ赴き、王がイングランドに帰国したときには軍隊の統制を委ねられている。1231年2月にイングランドに帰還した時、彼はグロスター伯ギルバート・ド・クレアの未亡人となっていた妹イザベルとヘンリー3世の弟コーンウォール伯リチャードとを結婚させる手配を行った。2ヵ月後の4月6日に死去
。子はおらず、称号は弟のリチャードに受け継がれた。未亡人エリナーは1238年にレスター伯シモン・ド・モンフォールと再婚した。
生涯の間、ウィリアムは父についての伝記『ウィリアム・マーシャルの生涯』の作成を委託していた。死後はロンドンのテンプル教会で父の隣に埋葬された。そこに行けば、今日でも彼の彫像を見ることができる。